# Numbigilga ernielundeliusi
La numbigilga (Numbigilga ernielundeliusi) è un enigmatico mammifero marsupiale estinto, i cui fossili frammentari sono stati ritrovati in Queensland (Australia), in strati del Pliocene inferiore (circa 5 milioni di anni fa).

## Descrizione
Conosciuto solo per un frammento di mandibola e un molare isolato, questo marsupiale è ugualmente caratteristico tanto da non poter essere assegnato ad alcun gruppo di marsupiali noti. La dentatura è bunodonte, con una serie di notevoli specializzazioni che si riscontrano unicamente in alcuni marsupiali del Cretaceo nordamericano (circa 60 milioni di anni prima) e del Paleogene del Sudamerica. Molte di queste caratteristiche, in ogni caso, potrebbero essere frutto di convergenza adattativa verso una dieta frugivora od onnivora; altre caratteristiche, invece, sembrano essere simili a quelle riscontrate nei bandicoot australiani (Peramelomorphia). Gli studiosi che hanno descritto Numbigilga, in ogni caso, sono propensi a ritenere che questo animale possa rappresentare un intero nuovo ordine di marsupiali.